# Ruth Brito
Ruth Brito Curbelo (Lanzarote, 4 de abril de 1980), deportista española que compite en triatlón de larga y media distancia. Ha sido campeona de España en Media Distancia (2017) y campeona del mundo de Triatlón de Larga Distancia (2012).  

## Biografía
Ruth Brito Curbelo nació en Lanzarote (Canarias) el 4 de abril de 1980. Tiene varios apodos: cancellara, paperas, pero sobre todo Ruti. Estudió Educación Física en Las Palmas de Gran Canaria. Vive a caballo entre su Lanzarote natal y Vitoria, a donde llegó en 2007. Su pareja es el triatleta vitoriano Eneko Llanos. Su hijo Jon nació en 2014.

## Trayectoria
Comenzó a practicar Triatlón a los 17 años en Lanzarote, donde este deporte tiene un gran seguimiento por la celebración anual del Ironman de Lanzarote, uno de los más duros del mundo. Sus primeros pasos fueron en el triatlón de promoción  en el Real Club Náutico de Arrecife, donde trabajaba dando clases de natación durante los veranos y organizándolas. Poco a poco, probó con el triatlón corto y la media distancia.
Tras una temporada alejada de la competición debido al trabajo y a algún problema de salud, volvió a prepararse y regresó a la competición en 20017 al comenzar a salir con Eneko Llanos, quien le impulsó a volver al deporte y, quien desde entonces, es su entrenador y forma equipo.
En agosto de 2017 logró los puntos necesarios para debutar en la élite mundial en el Campeonato del Mundo de larga distancia de Triathon en Canadá, llegando en 15.ª posición.
No es deportista profesional.

## Palmarés
- 2018: 3.ª en el Triatlón Vitoria de Larga Distancia.[8][9]
- 2017: Subcampeona en el Triatlón Vitoria de Larga Distancia.[10]
- 2017: Campeona de España de Triatlón en Media Distancia (Pamplona).[3]
- 2016: 4.ª en el Triatlón Vitoria de Larga Distancia.[11]
- 2015: 3.ª en el Triatlón Vitoria de Larga Distancia.[11]
- 2015: 3.ª el Campeonato de España de Larga Distancia.[12][13]
- 2012: Finisher en el Ironman de Lanzarote.[13]
- 2012: Campeona del Mundo de Triatlón Larga Distancia (Vitoria) (grupo de edad 30-34 años).[14]
- 2012: Campeona del Absoluto de corta distancia en Abu Dhabi.[15]
- 2012: Finisher en el Ironman de Lanzarote.[13]